# 范痤
范痤（?—?），战国人，魏国的相国。
前266年，趙國的虞卿認為范痤破壞合縱，建议赵孝成王割讓百里土地予魏安禧王，請魏安禧王處死范痤，魏王答应了。
范痤上书魏王，说恐怕杀了他得不到百里土地，用死人买地不如用活人买地。又给继任他的信陵君写信，说在自己被杀之后，秦国会更加向赵国侵略，掠夺赵国的土地。魏王于是没有杀范痤。